# Tanzel Smart
Tanzel Smart (Baton Rouge, 6 novembre 1994) è un giocatore di football americano statunitense che milita nel ruolo di defensive end per i New York Jets della National Football League  (NFL).

## Carriera

### Los Angeles Rams
Smart al college giocò a football alla Tulane University dal 2013 al 2016. Fu scelto dai Los Angeles Rams nel corso del sesto giro (189º assoluto) del Draft NFL 2017. Debuttò come professionista subentrando nella gara del primo turno contro gli Indianapolis Colts mettendo a segno 2 tackle e un passaggio deviato. La sua stagione da rookie si concluse disputando tutte le 16 partite, 4 delle quali come titolare, con 14 tackle. Nei playoff 2018-2019, i Rams batterono i Cowboys e i Saints, qualificandosi per il loro primo Super Bowl dal 2001.

## Palmarès

### Franchigia
- National Football Conference Championship: 1

Los Angeles Rams: 2018